# Campionati asiatici di badminton 1965
I Campionati asiatici di badminton 1965 si sono svolti a Lucknow, in India. È stata la 2ª edizione del torneo, organizzato dalla Badminton Asia.

## Podi
| Evento                  | Oro                                 | Argento                            | Bronzo                                |
| Singolare maschile      | Dinesh Khanna                       | Sangob Rattanusorn                 | Tan Yee Khan                          |
| Singolare maschile      | Dinesh Khanna                       | Sangob Rattanusorn                 | Suresh Goel                           |
| Singolare femminile     | Angela Bairstow                     | Ursula Smith                       | Meena Shah                            |
| Singolare femminile     | Angela Bairstow                     | Ursula Smith                       | Sarojini Apte                         |
| Doppio maschile         | Narong Bhornchima Chavalert Chumkum | Tan Yee Khan Temshakdi Mahakonok   | Wong Fai Hung Koo Man For             |
| Doppio maschile         | Narong Bhornchima Chavalert Chumkum | Tan Yee Khan Temshakdi Mahakonok   | Sangob Rattanusorn Tuly Ulao          |
| Doppio femminile        | Angela Bairstow Ursula Smith        | Rosalind Singha Ang Teoh Siew Yong | Lucky Dharmasena Neelanthi Kannangara |
| Doppio femminile        | Angela Bairstow Ursula Smith        | Rosalind Singha Ang Teoh Siew Yong | Sumol Chanklum Boopha Kaenthong       |
| Doppio misto            | Tan Yee Khan Angela Bairstow        | Chavalert Chumkum Ursula Smith     | A. I. Sheikh Achala Karnik            |
| Doppio misto            | Tan Yee Khan Angela Bairstow        | Chavalert Chumkum Ursula Smith     | Owen Roncon Sarojini Apte             |
| Gara a squadre maschile | Malaysia                            | Thailandia                         | India                                 |
| Gara a squadre maschile | Malaysia                            | Thailandia                         | Giappone                              |